# Teucholabis duncani
Teucholabis duncani là một loài ruồi trong họ Limoniidae. Chúng phân bố ở miền Tân bắc.